# 表姐，妳好嘢！4之情不自禁
《表姐，妳好嘢！4情不自禁》是一部由鄭裕玲和張堅庭主演的電影，拍攝於1994年，導演為張堅庭。
以表姐，妳好嘢！為主題的系列影片有數部，本影片是該系列影片的第四部。

## 劇情
表姐鄭碩男（鄭裕玲飾）和侄子阿勝（張堅庭飾）到香港定居，她並發誓要在香港出人頭地，所以她任何苦也不怕吃。阿勝成立了壹支保安隊伍，表姐在一次親自押運一批大數的銀幣後，竟被警方懷疑她私藏軍火……

## 演員
- 鄭裕玲 飾 鄭碩男
- 張堅庭 飾 阿勝
- 吳君如 飾 小如
- 河國榮 飾 外籍警官 John
- 陳忠偉 飾 Oliver Chan

## 外部連結
- 開眼電影網上《表姐，妳好嘢！4之情不自禁》的資料（繁體中文）
- 香港影庫上《表姐，妳好嘢！4之情不自禁》的資料（繁體中文）
- 时光网上《表姐，妳好嘢！4之情不自禁》的資料（简体中文）
- 豆瓣电影上《表姐，妳好嘢！4之情不自禁》的資料 （简体中文）
- 爛番茄上《表姐，妳好嘢！4之情不自禁》的資料（英文）
- 互联网电影数据库（IMDb）上《表姐，妳好嘢！4之情不自禁》的资料（英文）